# تیم ملی فوتبال زنان گینه بیسائو
تیم ملی فوتبال زنان گینه بیسائو نماینده گینه بیسائو در مسابقات بین‌المللی فوتبال زنان است. این تیم توسط فدراسیون فوتبال گینه بیسائو اداره می‌شود. این تیم در دو بازی رسمی فیفا که هر دو در سال ۲۰۰۶ انجام گرفت مقابل گینه بازی کرده است. این کشور همچنین دارای یک تیم ملی زیر ۱۷ سال است که در مسابقات مقدماتی کنفدراسیون فوتبال آفریقا برای راهیابی به جام جهانی زنان زیر ۱۷ سال فیفا در سال ۲۰۱۲ شرکت کرد. فوتبال محبوب‌ترین ورزش زنان در این کشور است. یک برنامه فوتبال زنان در سال ۲۰۰۴ مقرر شد و به دنبال آن لیگ کشوری زنان ایجاد شد.